# Semnan
Semnan este un oraș din Iran.